# Gäufelden

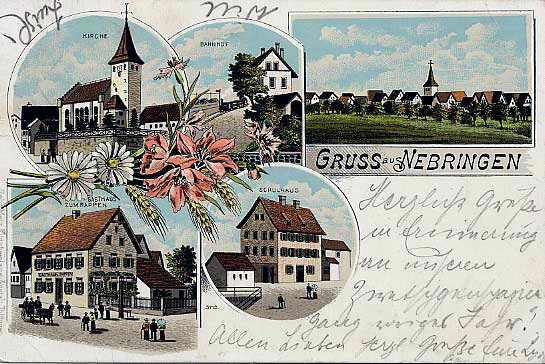
Nebringen um 1900

Gäufelden ist eine Gemeinde in Baden-Württemberg und gehört zum Landkreis Böblingen. Der Sitz der Gemeindeverwaltung ist im Ortsteil Öschelbronn.

## Geographie

### Geographische Lage

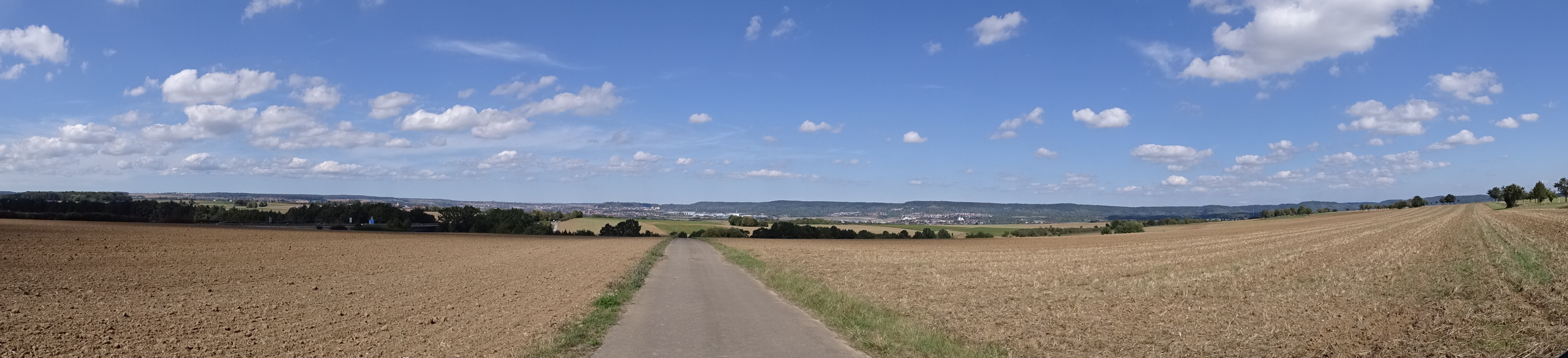
Die Gäulandschaft um Gäufelden, im Hintergrund die Hänge und Wälder des Schönbuchs.

Gäufelden liegt im oberen Gäu rund sieben Kilometer von Herrenberg und ebensoweit von Nagold entfernt. Die Gemarkung erstreckt sich über 390 bis 545 Metern Höhe.

### Gemeindegliederung
Gäufelden ist gegliedert in die drei Ortsteile Nebringen, Öschelbronn und Tailfingen, die identisch sind mit den ehemaligen Gemeinden gleichen Namens. Im Gebiet des Ortsteils Nebringen liegt die abgegangene Ortschaft Sindlingen und im Gebiet des Ortsteils Öschelbronn liegen die abgegangenen Ortschaften Denslingen und Weildorf.

### Nachbargemeinden
Gäufelden grenzt (beginnend im Norden, gegen den Uhrzeigersinn) an Herrenberg, Jettingen, Mötzingen und Bondorf im Landkreis Böblingen, sowie an Rottenburg am Neckar und Ammerbuch im Landkreis Tübingen.

### Schutzgebiete
Im Osten der Gemeinde liegt das Landschaftsschutzgebiet Schmalbachtal nordwestlich von Tailfingen.

## Geschichte

### Gemeindefusion
Die Gemeinde Gäufelden wurde am 1. Juli 1971 durch den freiwilligen Zusammenschluss der bis dahin selbständigen Gemeinden Nebringen, Öschelbronn und Tailfingen neu gebildet, nachdem sich die Mehrheit der Bürger dafür ausgesprochen hatte. Seitdem hat sich die Einwohnerzahl mehr als verdoppelt.

### Landeshistorische Zugehörigkeit der Vorgängergemeinden

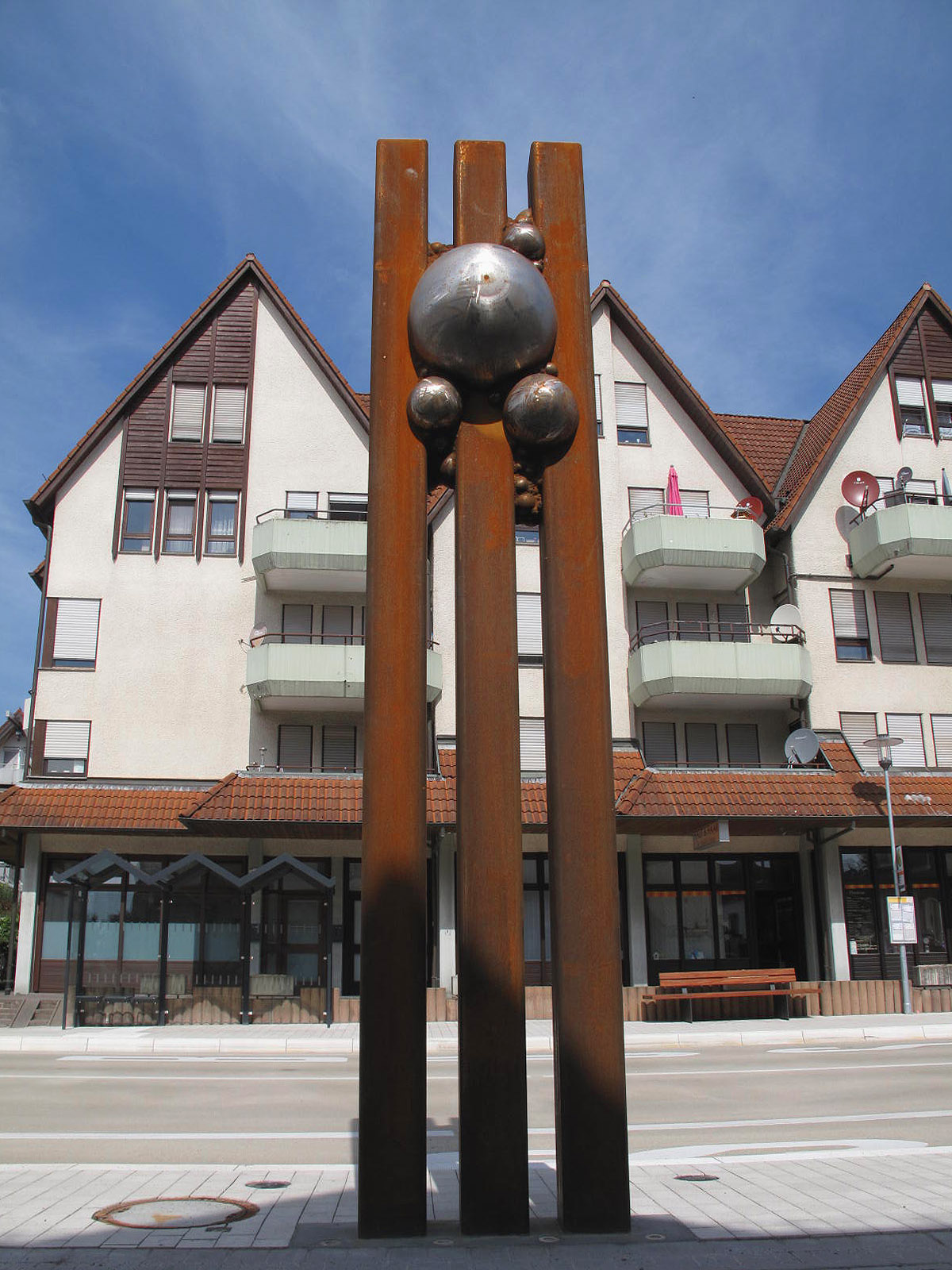
Skulptur von Lutz Ackermann an der Öschelbronner Straße, geschaffen anlässlich des 50-jährigen Bestehens der Gemeinde Gäufelden

Bei der Errichtung des Königreichs Württemberg im Jahre 1806 befanden sich die evangelisch geprägten altwürttembergischen Vorgängergemeinden Nebringen, Ober- und Unteröschelbronn (ab 1824 zu Öschelbronn vereint) sowie Tailfingen im Oberamt Herrenberg, was sich auch in der Zeit des Volksstaats ab 1919 nicht änderte. Erst mit der Verwaltungsreform während der NS-Zeit in Württemberg gelangten sie 1938 zum Landkreis Böblingen. Von 1945 bis 1952 waren die drei Gemeinden Nebringen, Öschelbronn und Tailfingen Bestandteile des Landes Württemberg-Baden in der Amerikanischen Besatzungszone. Seit 1952 gehörten sie zum Regierungsbezirk Nordwürttemberg im neu errichteten Land Baden-Württemberg.

### Nebringen
Im Gräberfeld Nebringen wurden am Ende der frühen Latènezeit während eines Zeitraums von etwa 150 Jahren mindestens 27 Menschen bestattet. Die Nekropole ist der größte bekannte geschlossene Friedhof Südwestdeutschlands dieser Zeit.
Der Ort, im 12. Jahrhundert im Zusammenhang mit hirsauischem Besitz zum ersten Mal erwähnt, kam 1382 von den Pfalzgrafen von Tübingen an die Grafschaft Württemberg. Kirchlich gehörte Nebringen ursprünglich zur Pfarrei Gültstein, wurde zu Ende des Mittelalters selbständig und kam mit der Reformation 1534 als Filiale zu Tailfingen (Evangelisches Dekanat Herrenberg). In Nebringen sind anlässlich des Baus der Umgehungsstraße der Bundesstraße 14 eine große Zahl von Keltengräbern mit reicher Grabbeigabe freigelegt worden. Die gesicherten Grabbeigaben sind im Württembergischen Landesmuseum zu besichtigen. Sehenswert ist das frühere Bahnwärterhaus, das den Bildhauer Lutz Ackermann zu dem „Kunst-Kraft-Werk“ (KKW) betitelten Gesamtkunstwerk inspirierte. Der Skulpturenpark ist im Sommerhalbjahr an jedem ersten Sonntag im Monat geöffnet.

### Öschelbronn
Die Gemeinde Öschelbronn (um 1150 Eskelbrunnen) ist im Jahre 1824 durch die Vereinbarung über den Zusammenschluss von Ober- und Unteröschelbronn entstanden.
Oberöschelbronn ist bis 1612 nach und nach vom Herzogtum Württemberg aus dem Besitz der Herren von Genkingen, Gültlingen und anderen erworben worden. Die eine Hälfte von Unteröschelbronn hat das Kloster Bebenhausen 1408 bis 1413 von Friedrich von Enzberg und dem Reutlinger Bürger Peter Remp gekauft. Nach der Reformation wurde dieser Teil württembergisch. Die andere Hälfte wechselte öfters den Besitzer, bis Württemberg auch sie 1774 an sich brachte. Der Kirchensatz in Unteröschelbronn war seit 1402 beim Kloster Bebenhausen und kam mit diesem an Württemberg. Oberöschelbronn und die 1774 erworbene Hälfte von Unteröschelbronn gehörte zum alten Oberamt Herrenberg. Die Bebenhauser Hälfte kam 1807 nach Auflösung des Klosteroberamtes hinzu.

### Tailfingen
Im 12. Jahrhundert wird der Ort Dalvingen genannt. Ortsadel ist vom 12. bis 14. Jahrhundert nachzuweisen. Im 12. Jahrhundert erhielten die Klöster Hirsau und Reichenbach, spätestens im 13. Jahrhundert die Klöster Alpirsbach und Bebenhausen Besitz in Tailfingen. 1266 erwarb Bebenhausen die hiesigen Alpirsbacher Güter. 1418 bis 1457 kaufte Württemberg die Ortsanteile der Klöster Bebenhausen und Hirsau, des Benz-Kechler von Schwandorf der Sichenpflege zu Reutlingen und des Balthasar von Bühel. Der Kirchensatz kam von den Herren von Hailfingen um 1350 an das Stift Sindelfingen und mit dessen Verlegung an das Stift Tübingen. Zur Evangelischen Pfarrei (Dekanat Herrenberg) gehörte Nebringen als Filial. Das von dem Herrenberger Baumeister Heinrich Schickhardt 1614 erbaute alte Pfarrhaus bei der Kirche ist in Privatbesitz.

Südlich von Tailfingen bestand von 1937 bis 1945 ein Nachtjägerflugplatz und in den Jahren 1944 und 1945 ein KZ-Außenlager. 
Tailfingen war Mittelpunkt des Hopfenanbaus im Gäu.

### Einwohnerentwicklung
Es handelt sich um Einwohnerzahlen nach dem jeweiligen Gebietsstand. Die Zahlen sind Volkszählungsergebnisse (¹) oder amtliche Fortschreibungen des Statistischen Landesamtes Baden-Württemberg (nur Hauptwohnsitze).
| Jahr               | Einwohner |
| ------------------ | --------- |
| 1. Dezember 1871 ¹ | 1983      |
| 1. Dezember 1880 ¹ | 2286      |
| 1. Dezember 1890 ¹ | 2353      |
| 1. Dezember 1900 ¹ | 2404      |
| 1. Dezember 1910 ¹ | 2440      |

| Jahr                 | Einwohner |
| -------------------- | --------- |
| 16. Juni 1925 ¹      | 2348      |
| 16. Juni 1933 ¹      | 2295      |
| 17. Mai 1939 ¹       | 2298      |
| 13. September 1950 ¹ | 3197      |
| 6. Juni 1961 ¹       | 3214      |

| Jahr              | Einwohner |
| ----------------- | --------- |
| 27. Mai 1970 ¹    | 4093      |
| 31. Dezember 1980 | 5756      |
| 27. Mai 1987 ¹    | 6283      |
| 31. Dezember 1990 | 7110      |
| 31. Dezember 1995 | 8098      |

| Jahr              | Einwohner |
| ----------------- | --------- |
| 31. Dezember 2000 | 9097      |
| 31. Dezember 2005 | 9359      |
| 31. Dezember 2010 | 9312      |
| 31. Dezember 2015 | 9231      |
| 31. Dezember 2020 | 9387      |

## Politik

### Gemeinderat
In Gäufelden wird der Gemeinderat nach dem Verfahren der unechten Teilortswahl gewählt. Dabei kann sich die Zahl der Gemeinderäte durch Überhangmandate verändern. Der Gemeinderat in Gäufelden hat nach der letzten Wahl 18 Mitglieder (unverändert). Die Kommunalwahl am 9. Juni 2024 führte zu folgendem Endergebnis. Der Gemeinderat besteht aus den gewählten ehrenamtlichen Gemeinderäten und dem Bürgermeister als Vorsitzendem. Der Bürgermeister ist im Gemeinderat stimmberechtigt.
| Parteien und Wählergemeinschaften | Parteien und Wählergemeinschaften           | % 2024  | Sitze 2024 | % 2019 | Sitze 2019 | Kommunalwahl 2024 %50403020100 39,25 % (−6,15 %p)31,93 % (+6,23 %p)14,67 % (−3,83 %p)14,14 % (+3,74 %p) FWCDUGrüneSPD20192024 |
| FW                                | Freie Wählervereinigung Gäufelden           | 39,25   | 7          | 45,4   | 8          | Kommunalwahl 2024 %50403020100 39,25 % (−6,15 %p)31,93 % (+6,23 %p)14,67 % (−3,83 %p)14,14 % (+3,74 %p) FWCDUGrüneSPD20192024 |
| CDU                               | Christlich Demokratische Union Deutschlands | 31,93   | 6          | 25,7   | 5          | Kommunalwahl 2024 %50403020100 39,25 % (−6,15 %p)31,93 % (+6,23 %p)14,67 % (−3,83 %p)14,14 % (+3,74 %p) FWCDUGrüneSPD20192024 |
| GRÜNE                             | Bündnis 90/Die Grünen                       | 14,67   | 3          | 18,5   | 3          | Kommunalwahl 2024 %50403020100 39,25 % (−6,15 %p)31,93 % (+6,23 %p)14,67 % (−3,83 %p)14,14 % (+3,74 %p) FWCDUGrüneSPD20192024 |
| SPD                               | Sozialdemokratische Partei Deutschlands     | 14,14   | 2          | 10,4   | 2          | Kommunalwahl 2024 %50403020100 39,25 % (−6,15 %p)31,93 % (+6,23 %p)14,67 % (−3,83 %p)14,14 % (+3,74 %p) FWCDUGrüneSPD20192024 |
| gesamt                            | gesamt                                      | 100,0   | 18         | 100,0  | 18         | Kommunalwahl 2024 %50403020100 39,25 % (−6,15 %p)31,93 % (+6,23 %p)14,67 % (−3,83 %p)14,14 % (+3,74 %p) FWCDUGrüneSPD20192024 |
| Wahlbeteiligung                   | Wahlbeteiligung                             | 62,84 % | 62,84 %    | 64,2 % | 64,2 %     | Kommunalwahl 2024 %50403020100 39,25 % (−6,15 %p)31,93 % (+6,23 %p)14,67 % (−3,83 %p)14,14 % (+3,74 %p) FWCDUGrüneSPD20192024 |

### Bürgermeister
Der Bürgermeister wird in direkter Wahl für eine Amtszeit von acht Jahren gewählt.
- 1971–2003: Hermann Wolf
- 2003–2019: Johannes Buchter (Grüne)
- seit Oktober 2019: Benjamin Schmid

Benjamin Schmid erreichte beim ersten Wahlgang am 14. Juli 2019 mit 52,2 % der Stimmen gegen neun weitere Bewerber die erforderliche Stimmenmehrheit von 50 % + 1 Stimme.

### Wappen
| Wappen der Gemeinde Gäufelden | Blasonierung: „In gespaltenem Schild vorne in Silber (Weiß) ein schwarzer Abtsstab, hinten in Rot ein silberner (weißer) Kelch.“ |
| Wappen der Gemeinde Gäufelden | Wappenbegründung: Von den drei am 1. Juli 1971 in der neuen Gemeinde Gäufelden aufgegangenen Orten hatte Öschelbronn einen Abtsstab als Hinweis auf Teilbesitz des Klosters Bebenhausen im Wappen geführt. Dieselbe Figur ist schon 1683 als Marksteinzeichen von Nebringen belegt, das dem Kloster Hirsau gehörte. Der Kelch war Bestandteil des ehemaligen Wappens von Tailfingen, wo er ebenfalls auf geistlichen Besitz hingewiesen hat. Somit vereinigt das Wappen heraldische Traditionen aller drei Ortsteile von Gäufelden in sich. Das Wappen wurde der Gemeinde – gemeinsam mit der Flagge – am 24. August 1973 vom Innenministerium verliehen. |

Wappen der ehemals eigenständigen Gemeinden und heutigen Ortsteile

Nebringen
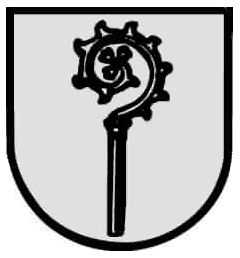
Öschelbronn
Tailfingen

Nebringen: In Silber (Weiß) ein roter Dreiberg, aus dem drei rote Ähren nach schräglinks und an schwarzem Pfahl ein grüne Hopfenstaude nach schrägrechts wachsen.

Öschelbronn: n Silber (Weiß) ein aus dem Unterrand wachsender schwarzer Abtsstab.

Tailfingen: In gespaltenem Schild vorne in Gold (Gelb) ein roter Doppelhaken, hinten in Rot ein goldener Kelch.
Die Gemeindeflagge ist Weiß-Rot.

## Kultur und Sehenswürdigkeiten

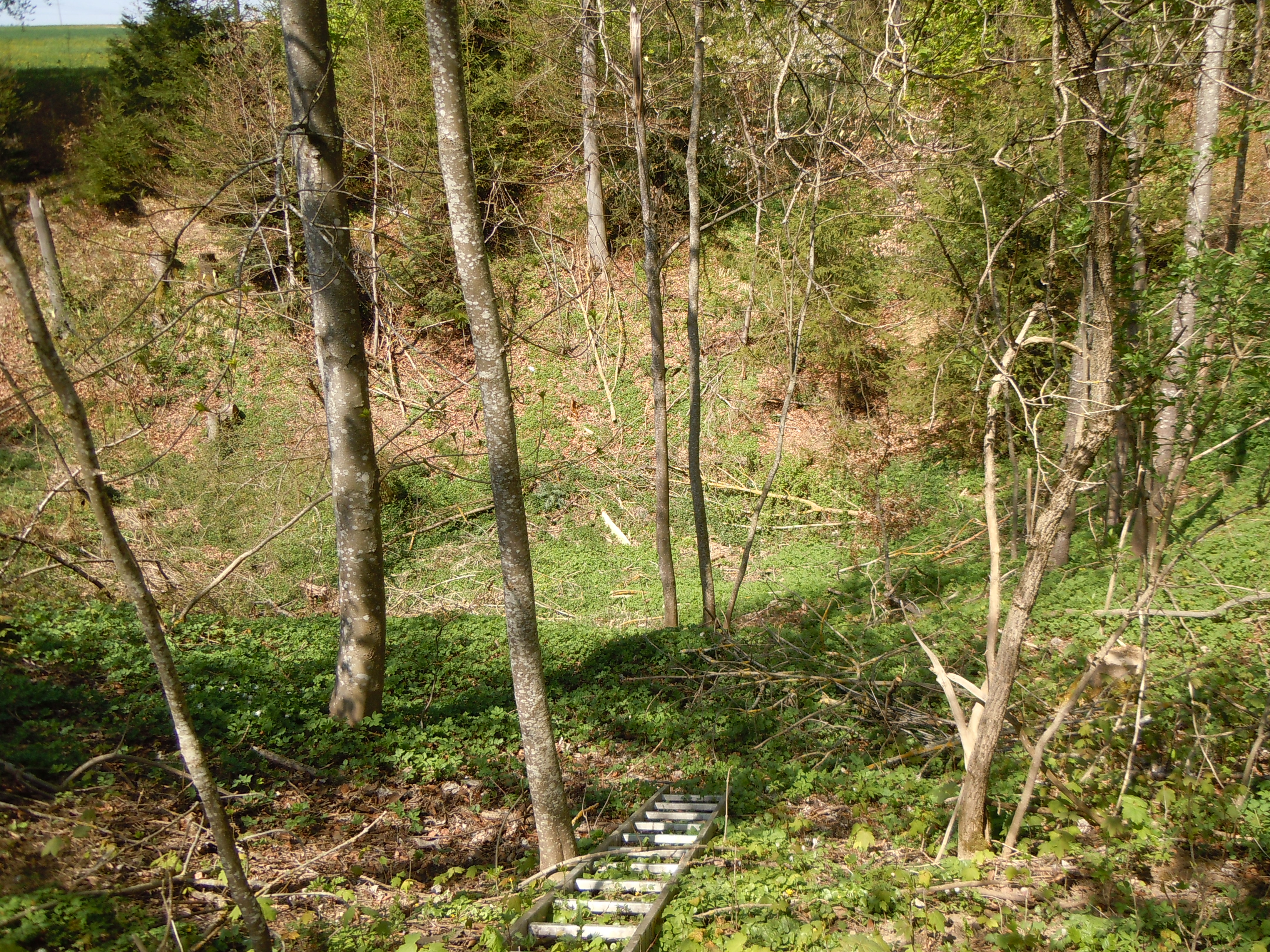
Doline in den Birkenwiesen

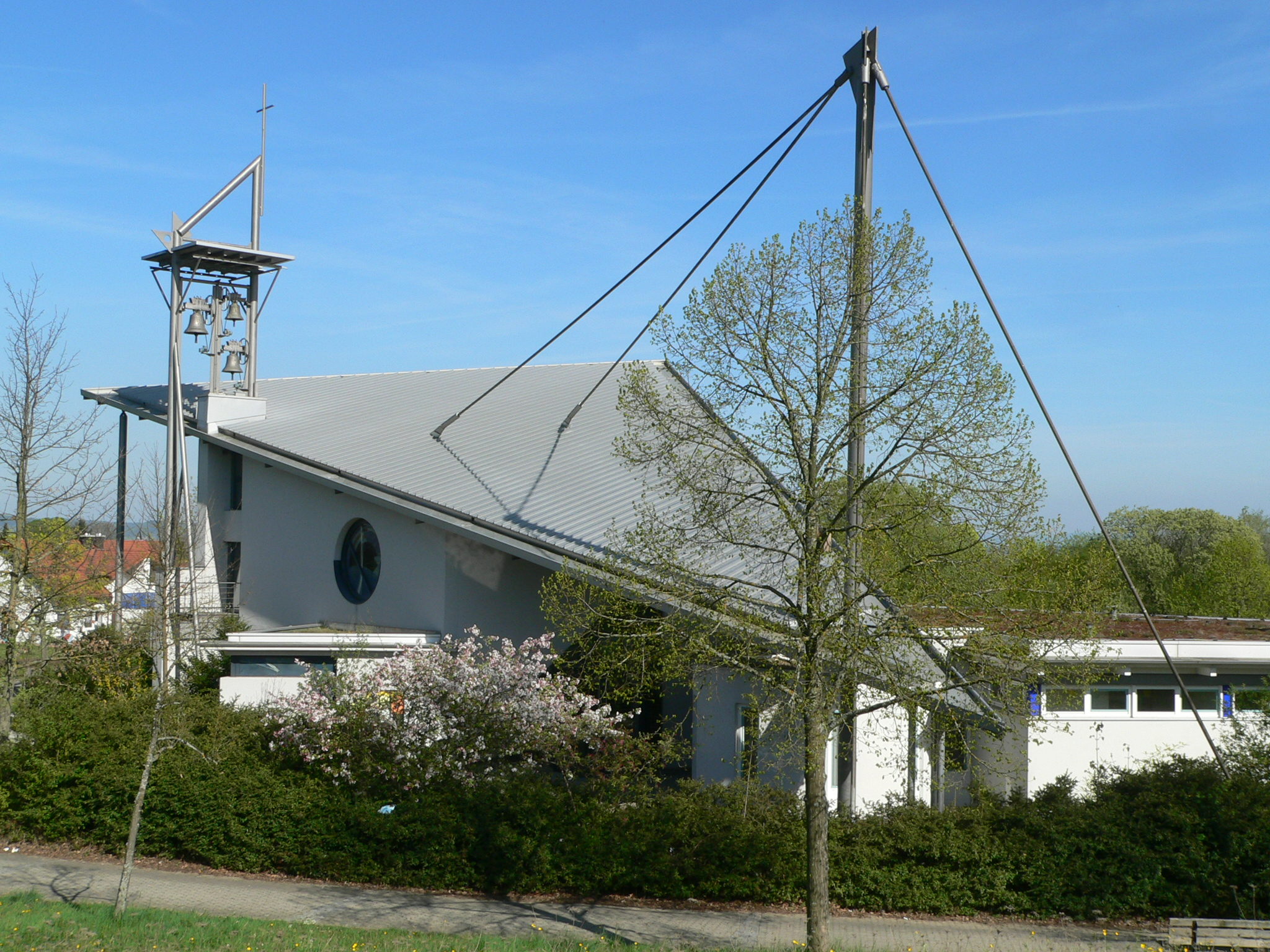
Auferstehungskirche im Ortsteil Nebringen

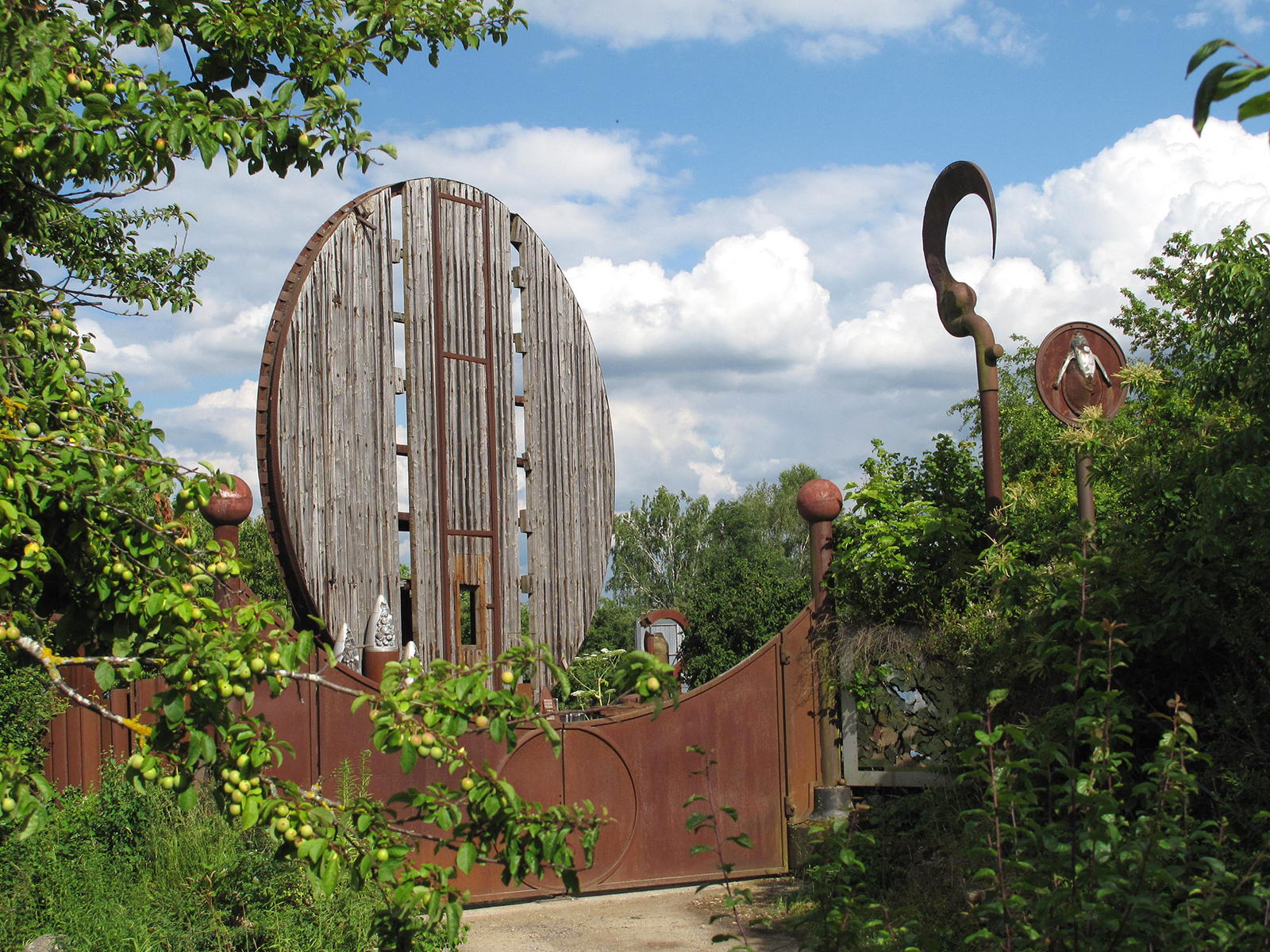
Eingang zum „Kunst-Kraft-Werk“ Skulpturenpark

- KZ-Außenlager Hailfingen-Tailfingen – ehemaliges Außenlager des KZ Natzweiler-Struthof (November 1944 bis Februar 1945)

- Gedenkstätte KZ Hailfingen-Tailfingen mit einem Mahnmal auf der ehemaligen „Startbahn“, einem Ausstellungs- und Dokumentationszentrum im Tailfinger Rathaus und einer Gedenktafel auf dem Tailfinger Friedhof.

- Katholische Auferstehungskirche, 1994, Architekt Wolfgang Liese-Grässer, Glasgestaltung von Albrecht Pfister
- Skulpturengarten von Lutz Ackermann – Arbeiten in Stahl, Holz und Stein. Gäufelden-Nebringen
- St. Stephan (Nebringen)
- Unserer lieben Frau (Öschelbronn)

## Wirtschaft und Infrastruktur

### Verkehr

#### Eisenbahn
Gäufelden ist durch die Gäubahn an das Eisenbahnnetz angebunden. Der Bahnhof wird zweistündlich von Regional-Express-Zügen nach Singen (in der Gegenrichtung nach Stuttgart), von ebenfalls zweistündlichen sich in Eutingen im Gäu teilenden Regionalbahnen nach Freudenstadt bzw. Rottweil und von vereinzelten Regionalbahnen nach Herrenberg (in der Gegenrichtung nach Bondorf (b Herrenberg)) bedient. Außerdem wird abends von Montag bis Freitag ein Zugpaar der sonst in Eutingen im Gäu endenden Linie S81 der Karlsruher Stadtbahn über Gäufelden bis Herrenberg durchgebunden.
Hinzu kommen Intercity der Linie 87, welche zwischen Stuttgart und Singen/Konstanz zum Nahverkehrstarif nutzbar sind.

#### Busverkehr
Um Anschluss zu der in Herrenberg endenden S1 der Stuttgarter S-Bahn nach Kirchheim unter Teck zu gewähren, wird Gäufelden stündlich von Bussen Richtung Herrenberg bedient.

#### Straßen
Gäufelden liegt an mehreren Landes- und Kreisstraßen.

#### Fahrradverkehr
Durch eine Alltagsroute aus dem Radnetz Baden-Württemberg sind Nebringen und Öschelbronn mit Herrenberg und in der anderen Richtung über Bondorf und Ergenzingen mit Horb verbunden.

### Bildung
Neben der Gemeinschaftsschule Gäufelden im Ortsteil Nebringen gibt es auch in Öschelbronn und Tailfingen je eine Grundschule. Die Ortsbücherei Gäufelden hat in allen drei Ortsteilen eine Zweigstelle. Die Volkshochschule Gäufelden hat ihre Geschäftsstelle in Nebringen und eine Zweigstelle in Öschelbronn.

### Kommunikation
In Gäufelden ist flächendeckend Breitband-Internet im Netz der Telekom verfügbar, zum Großteil (Stand 2020) mit bis zu 250 Mbit Downloadgeschwindigkeit.
Das im gesamten Ortsnetz zum Teil verfügbare Kabelnetz wurde 2020 von Vodafone Deutschland übernommen und internettauglich modernisiert. Dadurch sind Bandbreiten bis zu 1000 Mbit Downloadgeschwindigkeit möglich.
Außerdem befindet sich Gäufelden in der Gigabit-Region-Stuttgart, wodurch in den nächsten Jahren ein flächendeckender Glasfaserausbau erfolgen wird.

### Sport
Im Ortsteil Öschelbronn existiert eine überdachte Holzradrennbahn, die einzige ihrer Art in Süddeutschland. Die erste Radrennbahn wurde 1930/31 durch den Radsportverein „Frisch Auf“ Öschelbronn als wassergebundene Erdbahn errichtet. 1985 wurde die ehemalige Stuttgarter Radrennbahn nach Öschelbronn versetzt, 2003 wegen massiver Holzschäden zunächst stillgelegt und 2007 grundlegend saniert.

## Persönlichkeiten

### Ehrenbürger
- Albrecht Maurer, war von 1945 bis 1971 Bürgermeister der früheren Gemeinde Öschelbronn
- Hermann Wolf, von 1961 bis 1971 Bürgermeister der früheren Gemeinde Nebringen, von 1971 bis 2003 war er Bürgermeister der neu gebildeten Gemeinde Gäufelden

### Söhne und Töchter der Gemeinde
- John Martin Schaeberle (1853–1924), geboren in Öschelbronn, deutsch-amerikanischer Astronom

### Sonstige mit der Gemeinde verbundene Persönlichkeiten
- Lutz Ackermann (* 1941), Bildhauer, er wohnt im Ortsteil Nebringen

## Film
- Johannes Kuhn (Regie): Geschützter Grünbestand – Das KZ-Außenlager Hailfingen-Tailfingen. Dokumentarfilm (D 2006, 57 Min.). Produktion: Verein „Gegen Vergessen – Für Demokratie“.